# 小寺元賢
小寺 元賢（こでら もとかた）は、戦国時代から安土桃山時代にかけての武将。毛利氏の家臣。父は小寺元武。兄に小寺就武。

## 生涯
毛利氏家臣・小寺元武の次男として生まれる。
天正8年（1580年）、毛利輝元の備中出陣に兄の就武が従軍したが、宇喜多方の備前国人である伊賀久隆の虎倉城攻撃の途上の同年4月14日に下加茂において伊賀久隆の強襲を受け、毛利軍は先鋒部隊の将であった粟屋元信を始めとして児玉元房、井上元勝、奈古屋元賀（奈古屋清賀）、三戸元好、宇多田藤右衛門、山県三郎兵衛、足立十郎右衛門、斉藤左衛門尉ら40人余りが討ち取られる大敗を喫した（加茂崩れ）。この時の撤退戦において就武は敵方に引き返して戦い、戦死した。就武の戦死に伴い、元賢が小寺元武の後継となった。
天正9年（1581年）11月28日、毛利輝元から「左衛門尉」の官途名を与えられ、同年11月30日には輝元から、元賢の伯耆国における数年間の尽力について忘却しないので、元武の後継として相違なく申し付けるように吉川元春に伝える旨の書状を送られる。
同年12月10日、吉川元春が元賢に宛てて、元賢が伯耆国の馬野山に在番することについて納得したことに満足しており、来春早々の出陣に際しては何でも相談するように伝える書状を送っている。
慶長3年（1598年）から慶長5年（1600年）頃に作成されたとみられる毛利氏の分限帳（広島御時代分限帳）には元賢に458石が与えられていることが記されているため、この時点で父の元武が隠居して元賢が家督を相続していたとされる。
没年は不明。子の小寺元茂が後を継いだ。